# Kis hegyisáska
A kis hegyisáska (Pezotettix giornae) a sáskafélék családjába tartozó, Európában, Észak-Afrikában és Nyugat-Ázsiában honos sáskafaj.

## Megjelenése
A kis hegyisáska testhossza a hím esetében 11-14 mm, a nőstény 13-17 mm. Kis, tömzsi testalkatú faj. Alapszíne szürkésbarna, okkerbarna vagy sötétbarna. Lárvái (különösen a korai stádiumban) zöldek. A szem mögül néha egy világos csík húzódik hátrafelé a torpajzs élein, annak végéig. A szárny csökevényes, 2-4 mm-es, rövidebb a torpajzsnál. A hátsó comb alsó fele többé-kevésbé sárgás. 
Nem ad ki hangot. A hímek hátsó lábaik mozgatásával kommunikálnak, főleg a párzás során.  

### Hasonló fajok
A rövidszárnyú rétisáska hasonlít hozzá, de kis mérete és csökevényes szárnyai miatt más fajok lárváival is összetéveszthető.

## Elterjedése
Dél-Európában és a mediterrán régióban (Észak-Afrika, Közel-Kelet) honos, az Ibériai-félszigettől Grúziáig. Magyarországon sokhelyütt megtalálhatóak lokális állományai (pl. Villányi-hegység, Mecsek, Gemenc környéke, Zselic, Keszthelyi-hegység, Balaton-felvidék, Budai-hegység, Pilis, Mezőföld, Békés, Szolnok, Debrecen, Tisza-tó). 

## Életmódja
Száraz, meleg, magas növényzetű rétek, bozótosok, erdőszélek lakója. Növényevő, füvek és lágyszárú növények leveleivel táplálkozik.    
Kifejlett egyedeivel júliustól novemberig találkozhatunk. A hím gyakran a párzás után hosszabb ideig a nőstényre kapaszkodva marad. Áttelelő petéiből júniusban kelnek ki a lárvák, amelyek hatszor vedlenek. Délen vagy enyhébb teleken az imágók is áttelelhetnek. 

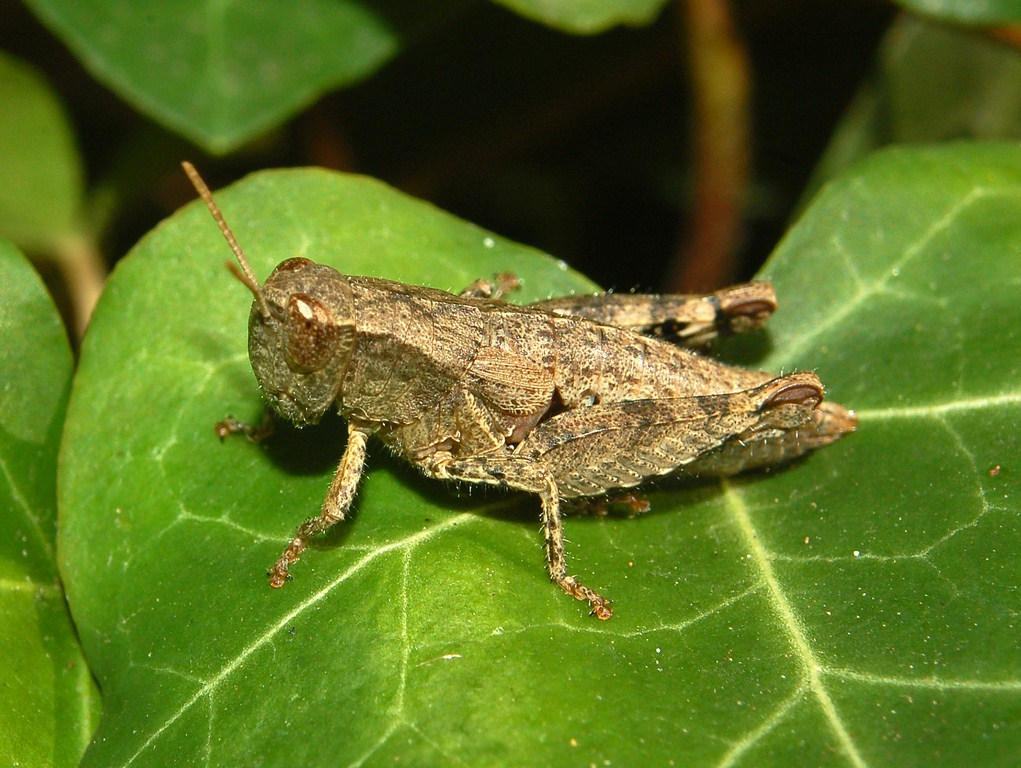
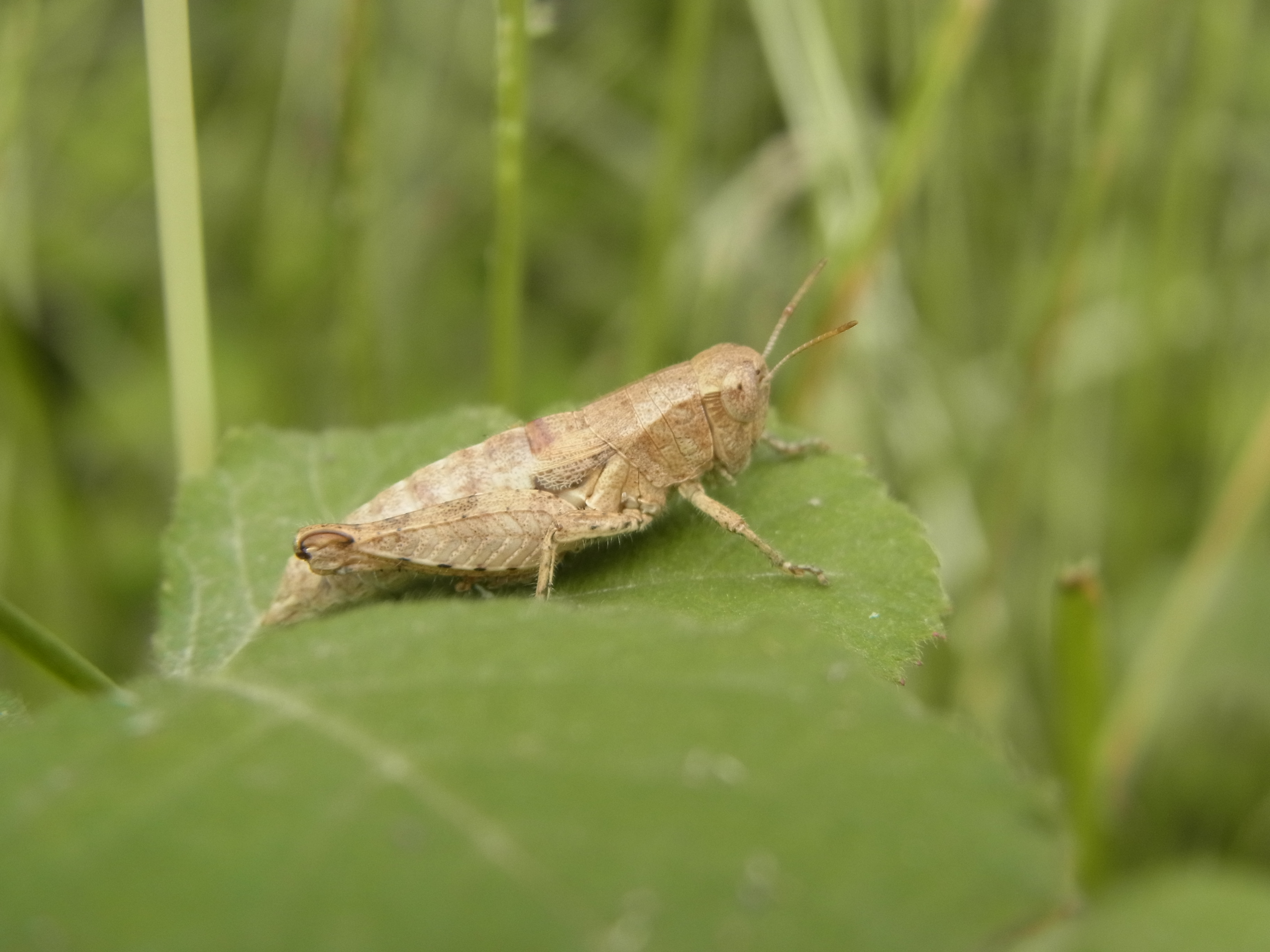
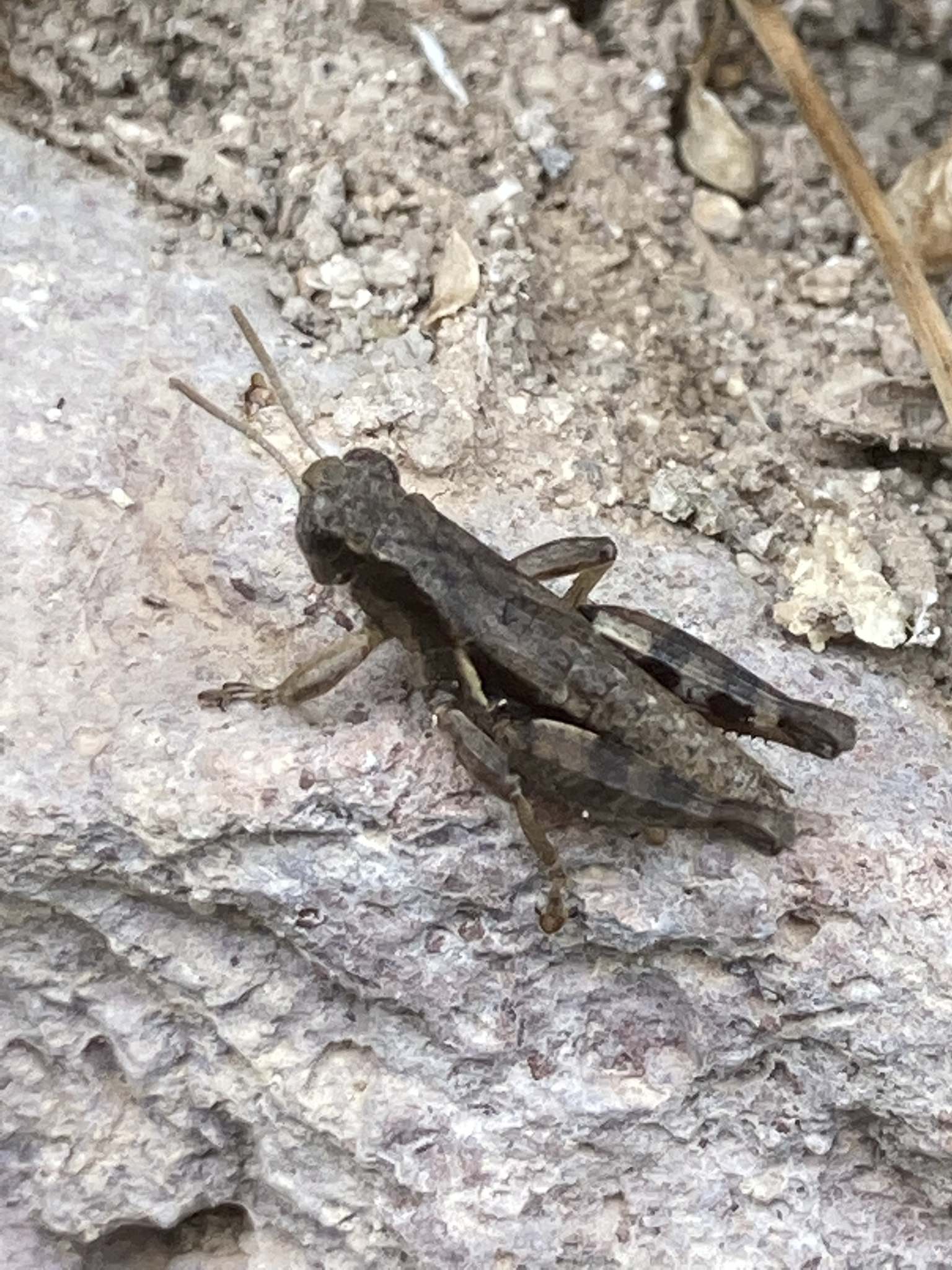
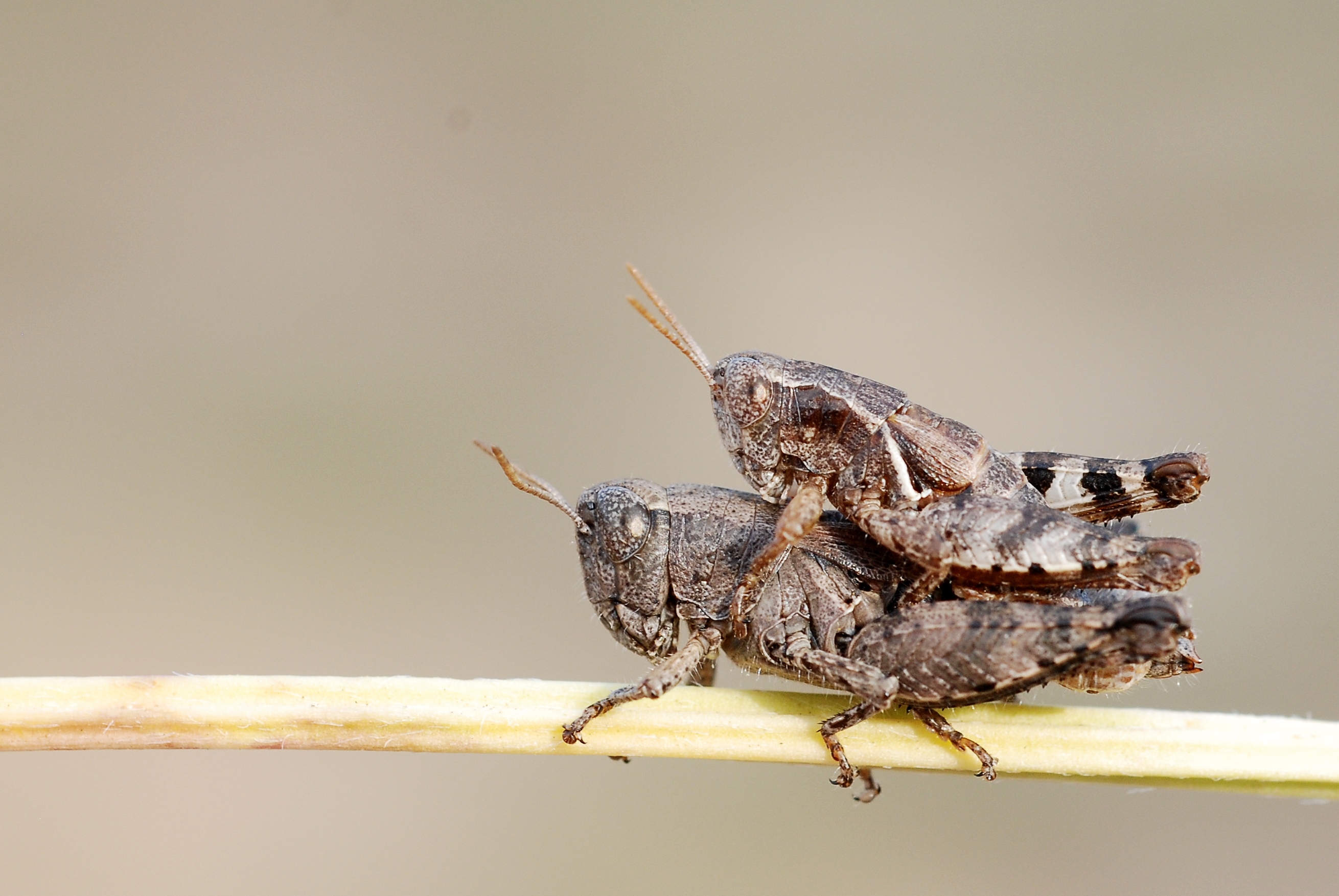
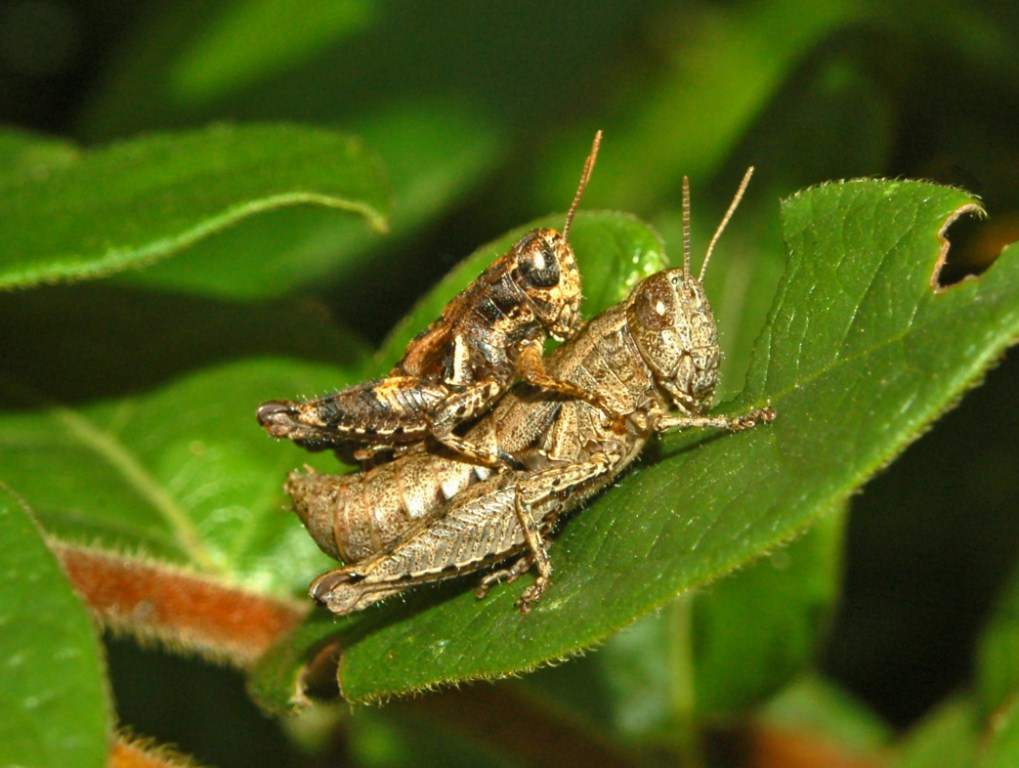

Magyarországon nem védett.